# Рабелу

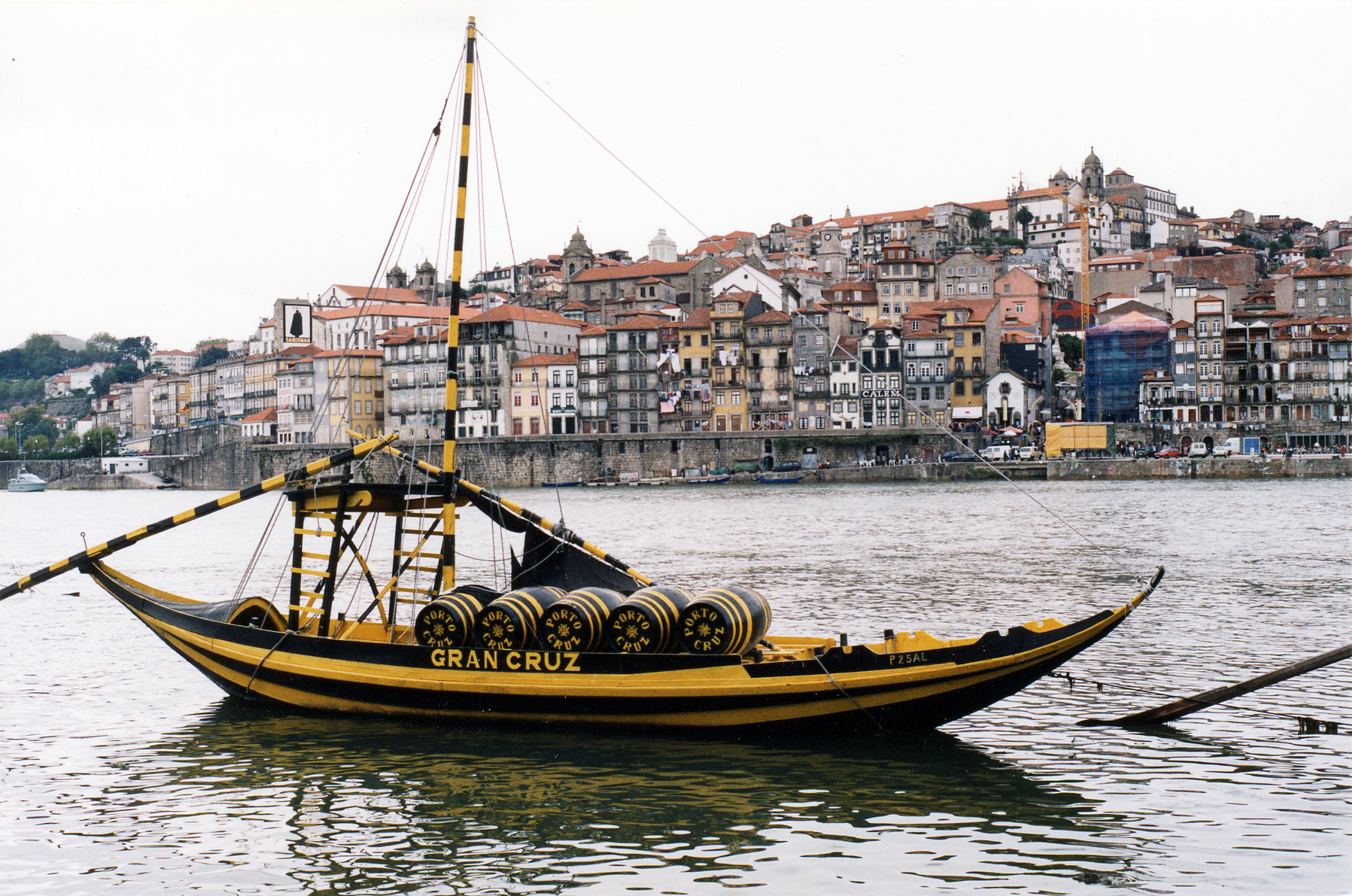
Рабелу на реке Дору в городе Порту

Рабелу (порт. rabelo) – традиционная португальская бескилевая лодка с плоским дном, которая используется на реке Дору. Длина лодки – 23 метра, ширина – до 4,5 метров. Оснащена большим прямым парусом и длинным веслом. 
Первые упоминания об этом малом судне относятся к X веку. В последние 700 лет рабелу использовались для перевозки вина (главным образом портвейна от виноделен Алту-Дору к морским портам Порту и Гая). Ныне используется главным образом в туристических целях; ежегодно 24 июня в Порту проходят праздничные гонки на рабелу. 
Рабелу изображено на гербе португальского города Пезу-да-Регуа и на логотипе спортивного клуба «Регуа».

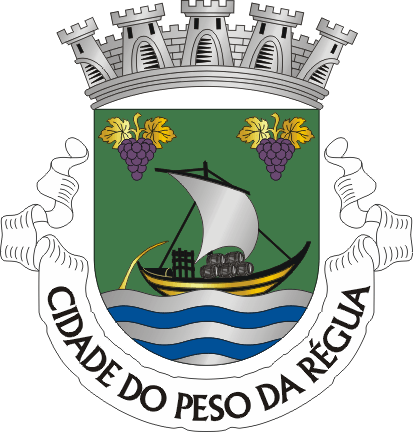
Герб города Пезу-да-Регуа